# St. Franziskus (Zollikofen)

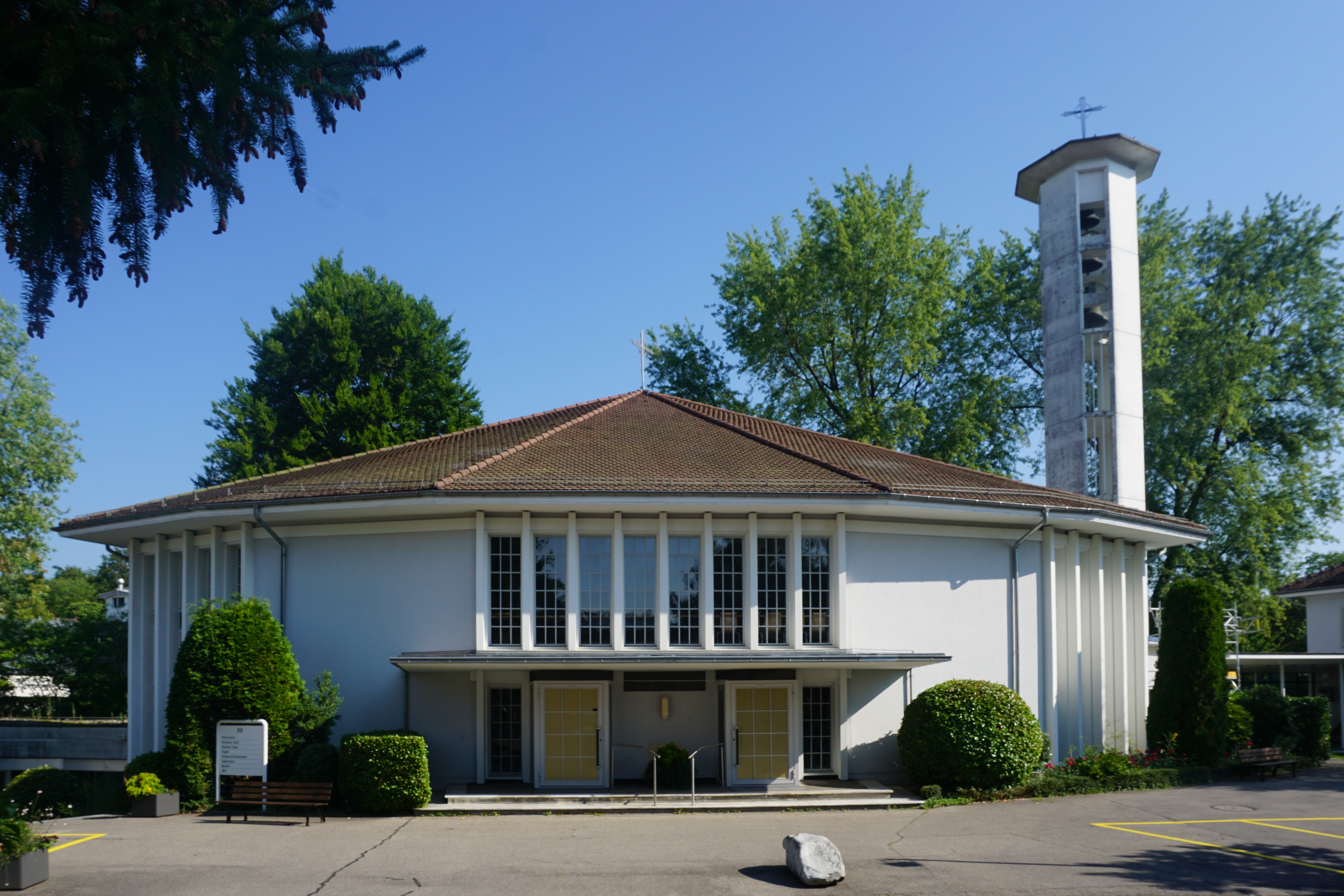
St. Franziskus Zollikofen

Die Kirche St. Franziskus ist die römisch-katholische Pfarrkirche von Zollikofen bei Bern und ist dem heiligen Franz von Assisi geweiht. Sie wurde 1959 gleichzeitig mit St. Michael in Wabern und St. Antonius in Bümpliz erbaut. Die Pfarrei St. Franziskus gehört zur Gesamtkirchgemeinde Bern und Umgebung. Das Einzugsgebiet der Pfarrei erstreckt sich über: Kirchlindach, Oberlindach, Zollikofen, Münchenbuchsee, Deisswil, Wiggiswil, Diemerswil, Ruppoldsried, Rapperswil BE, Lätti, Dieterswil, Moosseedorf, Jegenstorf, Ballmoos, Münchringen, Zuzwil, Iffwil, Urtenen-Schönbühl und Mattstetten.

## Geschichte
Die Agglomerationsgemeinde Zollikofen erhielt in den Jahren 1940–1960 den Zuzug vieler Katholiken aus anderen Kantonen und dazu einer grossen Zahl von vor allem italienischen Gastarbeiterfamilien.
Zollikofen mit den umliegenden Orten gehörte seit deren Gründung 1932 zur Pfarrei St. Marien, Bern. Die Betreuung der Katholiken erfolgte durch Pfarrer Ulrich von Hospenthal (1901–1969) und die Vikare Hans Stark, Otto Wüst und R. Schnell der Marien-Pfarrei. Ab November 1942 fanden erste Gottesdienste im unteren Saal (Kegelbahn) des Gasthofs Bären statt. Zur Förderung des Zusammenhalts wurden der Familienverein und eine Chorgruppe gegründet. Ab 1956 fanden die Gottesdienste im Singsaal der Sekundarschule mit Harmonium-Begleitung statt. 1956 beschloss die Gesamtkirchgemeinde Bern mit einer Kreditaufnahme verschiedene Bauvorhaben in der Region zu realisieren. Im gleichen Jahr gelang es dem Familienverein im Tausch gegen das von Otto Marti, Ziegelei AG geschenkte Areal in der Kreuzmatte ein Grundstück im Wydacker einzutauschen. Für den dort geplanten Kirchenbau genehmigte 1958 die Versammlung der Gesamtkirchgemeinde in Bern das Projekt «Zelt Gottes» des Berner Architekten Julius Nussli und dazu einen Beitrag von 775 000 Franken. Es folgte am 4. Oktober 1958 die Grundsteinlegung und Segnung durch den Bischof Franziskus von Streng und am 22. November gleichen Jahres die Gründung des Kirchenchors St. Franziskus Zollikofen. Am 1. Mai 1959 wurde Vikar Hans Stark Rektor des neu errichteten Pfarr-Rektorats St. Franziskus.
Die feierliche Kirchweihe durch Bischof Nestor Adam von Sitten fand am 27. September 1959 statt. Die gleichzeitig errichtete Pfarrei St. Franziskus umfasste: Zollikofen-Tiefenau-Bremgarten-Münchenbuchsee-Urtenen-Mattstetten-Münchringen-Jegenstorf-Iffwil und Zuzwil. Ihr erster Pfarrer war Hans Stark. 1962 wurde mit der Errichtung der Pfarrei Heiligkreuz die Gebiete der Tiefenau und Bremgarten abgetrennt.
Erstmals seit der Reformation fanden 1966 in den reformierten Kirchen von Münchenbuchsee und Jegenstorf wieder katholische Gottesdienste statt. Diese ökumenische Gastfreundschaft wird – seit 1983 auch in Urtenen – bis heute gepflegt.

### Neuere Geschichte
Aufgrund des Priestermangels sowie der sinkenden Steuereinnahmen wurden einige Berner Pfarreien zu Pastoralräumen zusammengelegt. Mit Robert Geiser amtierte der letzte Pfarrer in der Pfarrei St. Franziskus, seit 1997 liegt die Pfarreileitung in den Händen von Laientheologen. Der Nachbarpfarrei Heiligkreuz Bern erging es ähnlich, deshalb wurden beide Pfarreien im Pastoralraum Bern-Nord verbunden. Paul Hengartner übernahm damit die Pfarreileitung beider Gemeinden. Nach dem Verkauf der Heiligkreuzkirche Ende 2018 beschränken sich die Tätigkeiten der Heiligkreuz-Pfarrei auf das umgebaute Johannes-Zentrum in Bremgarten. Aus den vormals fünf Pastoralräumen der Region hat Bischof Felix Gmür am 15. Mai 2018 den Pastoralraum Bern errichtet.

## Pfarrer und Pfarreileitung
Seit der Gründung der Pfarrei St. Franziskus Zollikofen:
- Hans Stark, 1959–1967
- Max Estermann, 1967–1977
- Josef Emmenegger, 1977–1985
- Robert Geiser, 1985–1996

### Pfarreileitungen
- Karl Mattmüller, 1997–1999
- Karl Graf, 2000–2004
- Rita Iten, 2005–2013
- Paul Hengartner, 2013–2021
- Annelise Camenzind ad interim, 2021–2022
- Co-Gemeindeleitung Doris Hagi Maier und Johannes Maier, 2022–2024

## Architektur und Ausstattung

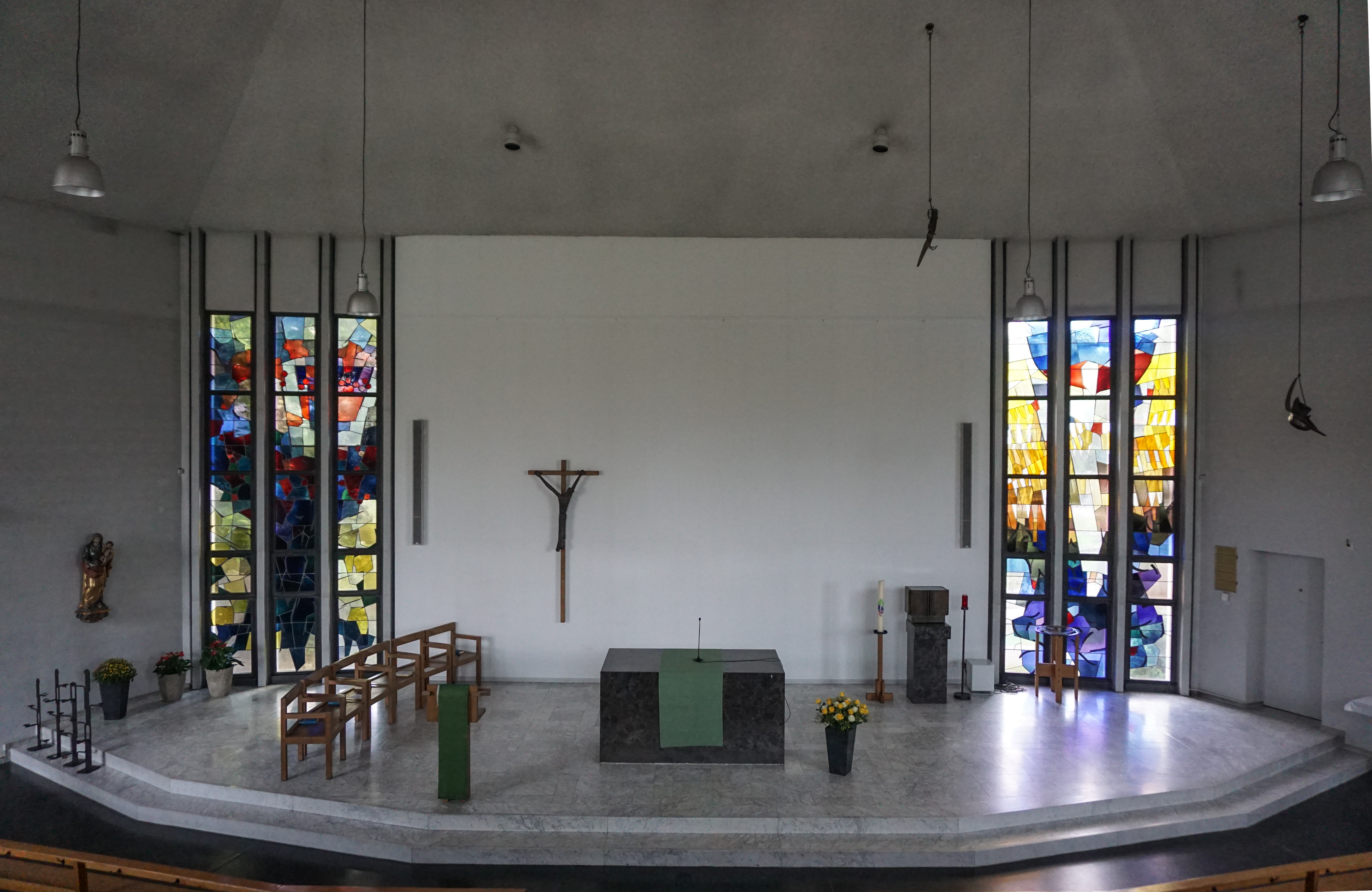
Chorraum der Franziskuskirche

Die Kirche St. Franziskus wurde vom Architekten Julius Nussli als Massivbau auf einem fächerförmigen, unregelmässig polygonalen Grundriss erstellt. Mit dem Pfarrhaus und dem freistehenden Glockenturm bilden sie eine architektonische Einheit, die durch den späteren Anbau des Pfarrsaals und des Liftturms nicht wesentlich gestört wird. Durch die beiden Eingangstüren gelangt man unter der Empore in den breiten Einheitsraum über den sich die Decke zeltartig wölbt. (Der ursprünglicher Asbestverputz der Decke wurde mit der letzten Umbauphase entfernt und durch einen Akustikputz ersetzt). Hohe Fenster neben der Empore und beidseits des Altars erhellen den Raum.

### Kunstwerke
Die 1972–1973 mit der Umgestaltung des Altarraums im Sinne des 2. Vatikanischen Konzils eingesetzten Fenster im Chorraum stellen mit Weintrauben und Kornähren, der Kreuzigung im linken und der Auferstehung im rechten Fenster die Eucharistie dar. Zwei Fensterbilder neben den Eingangstüren symbolisieren mit Sonne und Mond den Sonnengesang des Franziskus. Sie sind, wie das bereits 1959 in der Taufkapelle eingebaute Fenster mit dem Thema «Reicher Fischfang, Wiedergeburt aus dem Wasser und dem Hl. Geist» das Werk des Berner Glasmalers Emil Reich. Der an der linken Seitenwand angebrachte Kreuzweg auf 14 Keramik-Tafeln, ist mit «B. Geiger» signiert. Entgegen der traditionellen Regel sind dazwischen zwölf schmiedeeiserne Apostelleuchter mit zwölf Weihekreuzen verteilt.
Die neue Ausstattung mit dem freistehenden Tabernakel aus Bronze, dem Ambo und der Sitzmöbel aus Eiche wurde mit einem Taufbecken und einem Kerzenständer aus gleichem Holz ergänzt. Das Taufbecken, eine Glasschale von Roberto Niederer, ruht auf einer kreuzförmigen Holzkonstruktion, die wie der Kerzenständer von Beat Schildknecht entworfen und von Francesco Balzardi gefertigt wurden. Regelmässig zum Patroziniumsfest wird das schlichte Holzkreuz durch eine dem Kreuz von San Damiano nachgebildete Kopie ersetzt. Ein weiterer Bezug zu St. Franziskus ist die mehrteilige Installation von 1996, des Zollikofener Künstlers Ernst Jordi. Drei Findlinge aus dem Maggiatal, mit eingehauenen Pfeilen, führen zu einer zweiseitig verspiegelten Nische, wo sich der Betrachter in unendlicher Folge im Wechsel mit den Inschriften «VERZICHTEN – GESCHWISTER SEIN – WELT GESTALTEN» sieht. Weiter in Richtung Altar schweben an der Decke drei schmiedeeiserne, geflügelte Skulpturen, die an Vögel aus der legendären Vogelpredigt des Franziskus denken lassen.

## Orgel

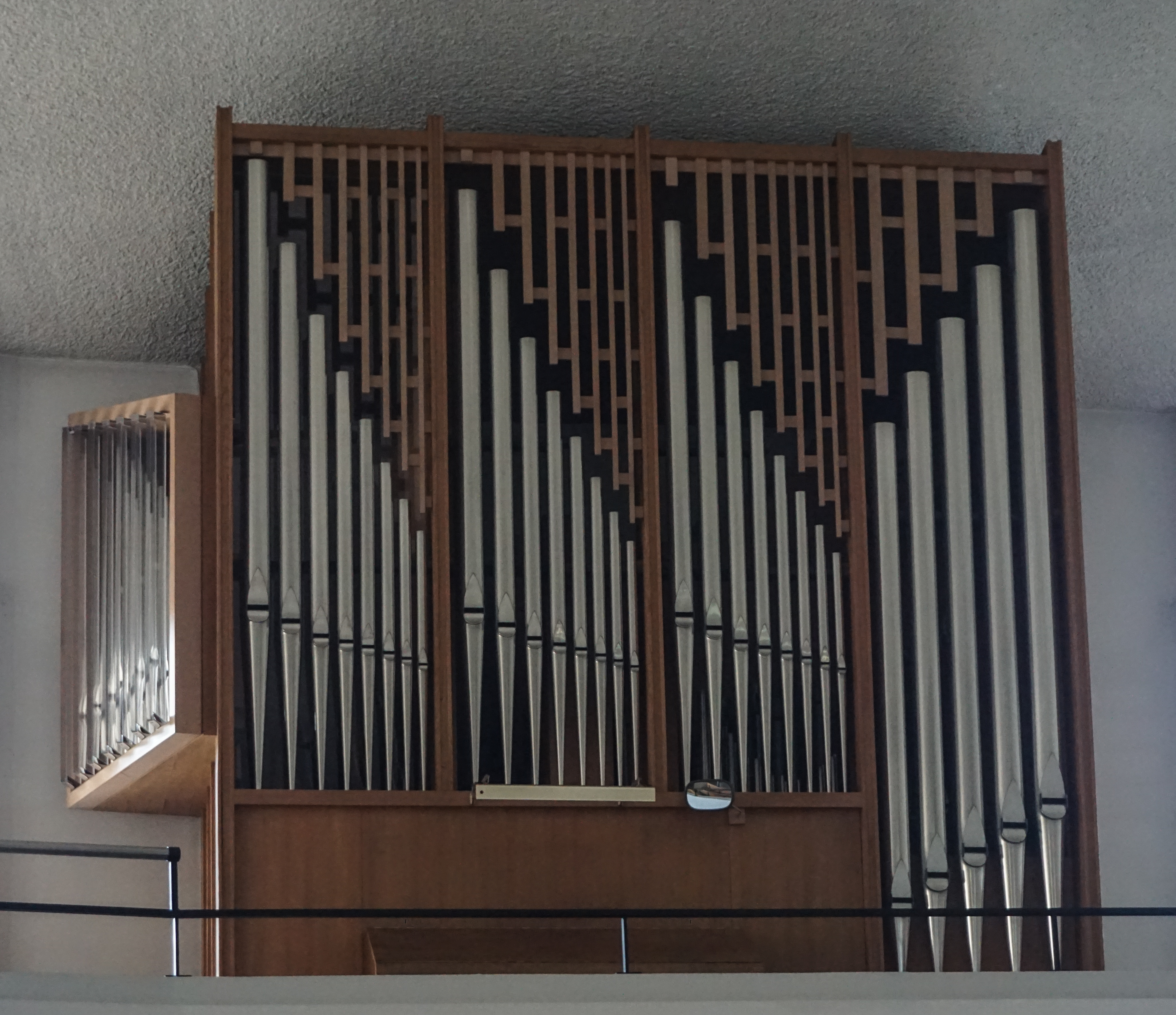
Orgel der Franziskuskirche

Relativ kurz nach der Kircheneinweihung beschloss die Kirchgemeinde die Anschaffung einer Orgel. Wegen der schwierigen Finanzierung konnte, entgegen der ursprünglichen Idee eines zweigeteilten Werks wie in der Berner Marienkirche, nur ein auf eine Emporenseite beschränktes Instrument erworben werden.
Diese Orgel baute Orgelbau Graf AG Sursee mit 15 Registern auf zwei Manualen und Pedal mit mechanischer Traktur und Registratur und mit Schleifladen. Die Einweihung fand am 23. Mai 1965 durch Dekan Ulrich von Hospenthal statt. Bei einer späteren Revision wurden ein weiteres Register und ein Schwellwerk hinzugefügt.
| I Manual C–g3 |       |
| Principal     | 8′    |
| Rohrflöte     | 8′    |
| Octave        | 4′    |
| Gedecktflöte  | 4′    |
| Mixtur        | 1 ⁄3′ |

| II Manual (teilweise schwellbar) C–g3 |                |
| Holzgedackt                           | 8′             |
| Gemshorn                              | 4′             |
| Prinzipal                             | 2′             |
| Sesquialtera 2f.                      | 2 ⁄3′ + 1 3⁄5′ |
| Sifflöte                              | 1 ⁄3′          |
| Zimbel                                | 1⁄3′           |
| Regal                                 | 8′             |
| Tremolo                               |                |

| Pedal C–f1 |     |
| Subbass    | 16′ |
| Quintatön  | 8′  |
| Dulkan     | 4′  |

- Koppeln: II/I, I/P, II/P

## Glocken
Am 12. Dezember 1959 weihte Bischof Franziskus von Streng das von der Giesserei Rüetschi in Aarau gegossene Geläute. Die Glocken sind nach dem Te Deum-Motiv mit den Tönen e' g' a' gestimmt.
- Glocke 1, Ton e', 1104 kg, 1230 mm Ø
- Glocke 2, Ton g', 642 kg, 1030 mm Ø
- Glocke 3, Ton a', 462 kg, 930 mm Ø

Die drei Glocken wurden gestiftet von der Familie C. Gartenmann-Ringold, Zollikofen.